# 의천도룡기 (1986년 드라마)
《의천도룡기》(倚天屠龍記, 영어: The Heaven Sword & the Dragon Sabre)는 김용의 소설 의천도룡기를 원작으로 한 드라마이다. 1986년 11월 3일부터 1986년 12월 30일까지 아시아 중국 홍콩 TVB에서 방송되었다.

## 출연진
- 양조위(梁朝偉) - 장무기(張無忌) 역
- 등취문(鄧萃雯) - 주지약(周芷若) 역
- 여미한(黎美嫺) - 조민(趙敏) 역
- 소미기(邵美琪) - 소소(小昭) 역
- 정유령(鄭裕玲) - 은소소(殷素素) 역
- 임달화(任達華) - 장취산(張翠山) 역
- 증강(曾江) - 금모사왕 사손(謝遜) 역
- 포방(鮑方) - 장삼풍(張三豐) 역
- 황윤재(黃允材) - 송원교(宋遠橋) 역
- 여한지(黎漢持) - 양소(楊逍) 역
- 도대우(陶大宇) - 범요(范遙) 역
- 남천(藍天) - 은천정(殷天正) 역
- 허소웅(許紹雄) - 위일소(韋一笑) 역
- 장뢰(張雷) - 은야왕(殷野王) 역
- 오천미(吳茜薇) - 양불회(楊不悔) 역
- 관해산(關海山) - 호청우(胡青牛) 역
- 증화청(曾華倩) - 곽양(郭襄) 역
- 이향금(李香琴) - 멸절사태(滅絕師太) 역
- 유강(劉江) - 성곤(成崑), 원진(圓真) 역
- 고웅(高雄) - 각원(覺遠) 역
- 유단(劉丹) - 하태충(何太沖) 역
- 황신(黃新) - 여양왕(汝陽王) 역
- 여요상(黎耀祥) - 합장군(哈將軍) 역
- 진영준(陳榮峻) - 한천엽(韓千葉) 역
- 허귀림(何貴林) - 진우량(陳友諒) 역
- 사녕(謝寧) - 황의여자(黃衫女子) 역

## 한국판 성우진(KBS)
- 김일 - 장무기(양조위)
- 정미숙 - 주지약(등취문)
- 이호인 - 송원교
- 정기항 - 장삼풍(포방)
- 한호웅 - 청서
- 김은아 - 소초(소미기)
- 임수아 - 멸절사대(이향금)
- 온영삼 - 성곤(유강)
- 유동현 - 장송계
- 김준 - 은이정
- 김민석 - 유연주
- 유해무 - 포대화상

## 해외 방영
대한민국에서는 1997년 2월 24일부터 KBS 2TV를 통해서 매주 금요일 밤 9시 45분에 방송되어 오다가 그 해 3월 6일부터 목요일 밤 11시로 시간대가 변경됐는데 다소 유치한 내용과 화면으로 큰 관심을 끌지 못했다.
1. ↑  윤정호 (1997년 3월 21일). “[TV안테나] 중국 드라마-영화 안방극장 폭주”. 조선일보. 2018년 10월 5일에 확인함.